# HMS Bicester (L34)
HMS Bicester (L34) là một tàu khu trục hộ tống lớp Hunt Kiểu II của Hải quân Hoàng gia Anh Quốc được hạ thủy năm 1941 và đưa ra phục vụ vào năm 1942. Nó đã hoạt động cho đến hết Chiến tranh Thế giới thứ hai, cho đến khi xuất biên chế năm 1950 và bị bán để tháo dỡ năm 1956.

## Thiết kế và chế tạo
Bicester thuộc vào số 33 chiếc tàu khu trục lớp Hunt nhóm II, có mạn tàu rộng hơn nhóm I, tạo độ ổn định cho một tháp pháo QF 4 in (100 mm) Mark XVI nòng đôi thứ ba, cũng như cho phép tăng số lượng mìn sâu mang theo từ 40 lên 110.
Bicester được đặt hàng cho hãng Hawthorn Leslie & Co. vào ngày 12 tháng 12 năm 1939 trong khuôn khổ Chương trình Chế tạo Khẩn cấp Chiến tranh 1939, và được đặt lườn tại xưởng tàu Hebburn-on-Tyne vào ngày 29 tháng 5 năm 1940. Nó được hạ thủy vào ngày 5 tháng 9 năm 1941 và nhập biên chế vào ngày 9 tháng 5 năm 1942. Tên nó được đặt theo tên một rừng săn cáo tại Oxfordshire.

## Lịch sử hoạt động

### 1942
Sau khi hoàn tất trang bị và chạy thử máy, Bicester đi đến Scapa Flow vào tháng 6 năm 1942  để thực tập cùng các tàu chiến thuộc Hạm đội Nhà. Vào ngày 26 tháng 6, nó hộ tống cho Vua George VI và Hoàng hậu Elizabeth quay trở lại Anh sau chuyến viếng thăm căn cứ hải quân tại Larne, Bắc Ireland. Nó gia nhập Lực lượng Đặc nhiệm Hộ tống Londonderry vào tháng 7, và đến ngày 29 tháng 7 đã tham gia cùng các tàu khu trục Bramham (L51), Wilton (L128), Keppel (D84) và Salisbury (I-52) tại Clyde trong thành phần hộ tống tại chỗ cho Đoàn tàu WS21, khi đoàn tàu này băng qua Khu vực Tiếp cận Tây Bắc.

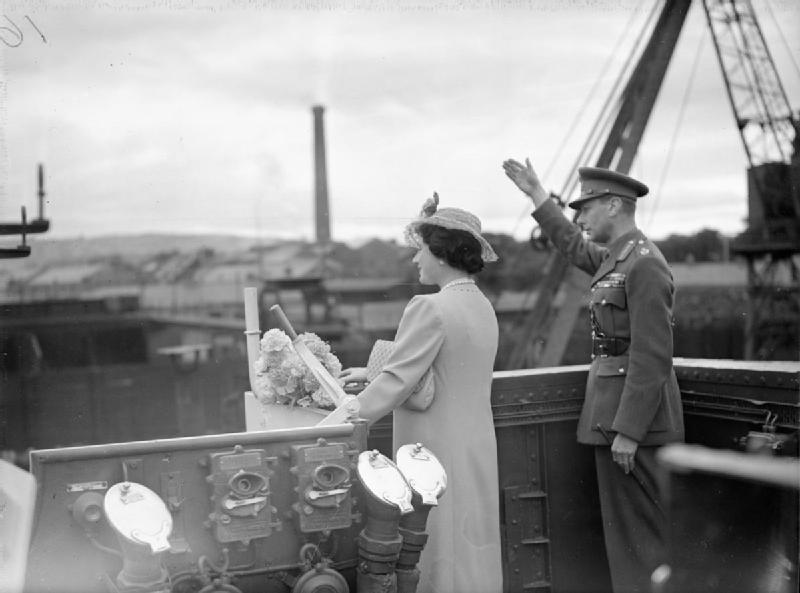
Vua George VI đang vẫy tay từ cầu tàu Bicester, sau chuyến viếng thăm hoàng gia tại Larne, Bắc Ireland.

Sang tháng 8, Bicester được điều động sang làm nhiệm vụ hộ tống các đoàn tàu vận tải tăng viện lực lượng nhằm giải tỏa Malta đang bị đối phương bao vây. Nó tách khỏi Đoàn tàu WS21 vào ngày 4 tháng 8, gia nhập Đoàn tàu WS21S chở tiếp liệu sang Malta, vốn đã đi từ Clyde đến Gibraltar vào ngày 2 tháng 8 như một phần của Chiến dịch Pedestal. Nó băng qua eo biển Gibraltar và gia nhập cùng các tàu hộ tống vào ngày 11 tháng 8, khi vượt qua eo biển Sicily để hướng đến Malta.
Đoàn tàu chịu đựng tấn công nặng nề bởi tàu ngầm và máy bay đối phương trong ngày 12 tháng 8, khi tàu sân bay Eagle (1918) bị đánh chìm. Các đợt tấn công bằng tàu ngầm tiếp theo đã gây tổn thất cho cả các tàu vận tải lẫn những tàu hộ tống. Bicester buộc phải tách khỏi đoàn tàu cùng các tàu khu trục Derwent (L83) và Wilton để hộ tống cho tàu tuần dương hạng nhẹ Nigeria (60) bị hư hại rút lui về Gibraltar. Nó được rút khỏi Chiến dịch Pedestal vào ngày 18 tháng 8, quay trở lại Derry để tiếp nối vai trò hộ tống vận tải, và gia nhập thành phần hộ tống cho Đoàn tàu WS22 vào ngày 28 tháng 8.
Bicester tách khỏi Đoàn tàu WS22 vào ngày 1 tháng 9, quay trở lại Derry tiếp tục nhiệm vụ hộ tống vận tải, bao gồm việc hộ tống cho Đoàn tàu WS23 tại Clyde vào ngày 4 tháng 10. Đến ngày 8 tháng 10, nó được điều động sang Bắc Phi để tham gia Chiến dịch Torch, cuộc đổ bộ của lực lượng Đồng Minh lên Bắc Phi, và sau đó hộ tống các đoàn tàu đi Gibraltar trong suốt tháng 11 và tháng 12.

### 1943

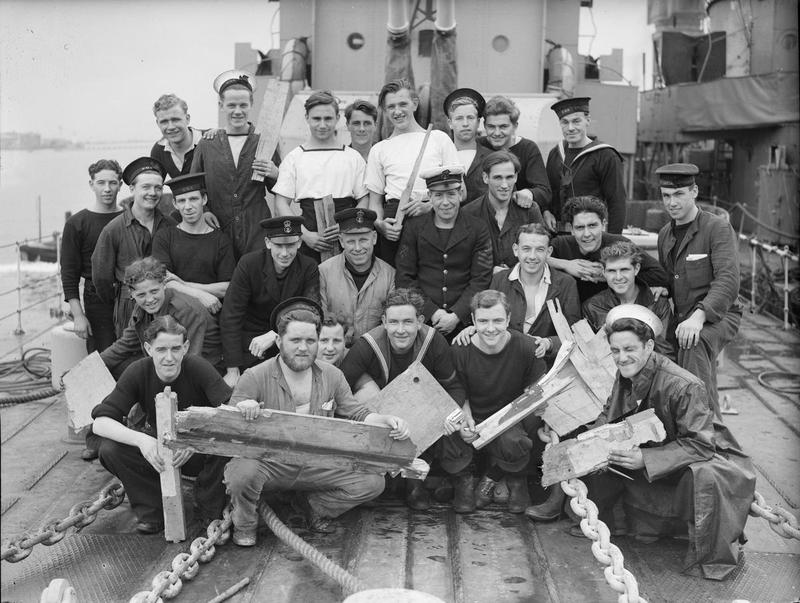
Thủy thủ của Bicester tại Algiers, sau khi đánh chìm một chiếc U-boat ngoài khơi bờ biển Bắc Phi, 24 tháng 2 năm 1943.

Vào tháng 1 năm 1943, Bicester đặt căn cứ tại Algiers, tiếp tục nhiệm vụ hộ tống vận tải. Sang tháng 2, nó được bố trí cùng các tàu khu trục hộ tống lớp Hunt khác trong nhiệm vụ tuần tra. Vào ngày 17 tháng 2, đang khi bảo vệ một đoàn tàu, nó tham gia truy lùng chiếc tàu ngầm Ý Asteria; rồi đến ngày 20 tháng 2, nó cùng Lamerton (L88) và Wheatland (L122) truy lùng chiếc tàu ngầm Đức U-443. Nó trực tiếp tham gia tấn công đối phương, và đến ngày 23 tháng 2, sau ba ngày truy đuổi và tấn công, tàu ngầm đối phương bị đánh chìm với tổn thất nhân mạng toàn bộ.
Trong tháng 3 và tháng 4, Bicester tiếp nối nhiệm vụ tuần tra và hộ tống vận tải. Đến tháng 5, nó tham gia Chiến dịch Retribution nhằm phong tỏa Cape Bon ngăn chặn việc triệt thoái lực lượng của phe Trục. Đang khi được bố trí cùng tàu khu trục hộ tống Oakley (L98) vào ngày 9 tháng 5, nó bị không kích nhầm bởi máy bay Spitfire, và chịu đựng một quả bom ném suýt trúng nổ cạnh lườn tàu, làm hư hại nặng cấu trúc và ngập nước một số ngăn. Nó được kéo quay về Malta để sửa chữa tạm thời trong tháng 6, rồi sang tháng 7 lên đường quay trở về Anh, nơi việc sửa chữa triệt để tiến hành trong tháng 8 và tháng 9.
Vào tháng 10, sau khi hoàn tất việc chạy thử máy sau sửa chữa, Bicester được phối thuộc cùng Đội khu trục 59 đặt căn cứ tại Malta, và sang tháng 11 được bố trí hoạt động trong biển Adriatic và khu vực Trung tâm Địa Trung Hải. Nó bị hư hại vào ngày 2 tháng 12 trong một đợt không kích của đối phương xuống Bari, khi một tàu chở đạn dược neo đậu gần đó bị đánh trúng và nổ tung, làm phân tán khí mù tạt khắp cảng và thành phố. Tàu khu trục chị em Zetland (L59) cũng bị hư hại nhưng không nghiêm trọng bằng; Zetland đã kéo Bicester quay trở về Taranto để sửa chữa. Có nhiều người bị thương tích do khí mù tạt đến mức, khi đi đến Taranto, các con tàu phải nhờ đến sự trợ giúp để đi vào cảng do tất cả các sĩ quan hoa tiêu trên các con tàu bị mất thị giác do thứ vũ khí hóa học này.

### 1944
Công việc sửa chữa Bicester hoàn tất vào tháng 1 năm 1944, khi nó tiến hành chạy thử máy sau sửa chữa, và tiếp nối hoạt động hộ tống vận tải vào ngày 15 tháng 1. Nó làm nhiệm vụ tại khu vực Trung tâm Địa Trung Hải, hỗ trợ các chiến dịch quân sự trong vùng biển Adriatic từ tháng 2 đến tháng 4. Vào ngày 5 tháng 5, nó bắn phá thị trấn Ardea để hỗ trợ các hoạt động tác chiến trên bờ, rồi trong tháng 6 và tháng 7, nó quay trở lại biển Adriatic làm nhiệm vụ hỗ trợ và hộ tống vận tải.
Bicester gia nhập cùng các tàu chiến Hoa Kỳ để chuyển đến Naples vào tháng 8, hình thành nên Đoàn tàu Tấn công SM1 vốn bao gồm ba tàu đánh cá vũ trang Anh và sáu tàu chiến Hoa Kỳ nhỏ, tham gia Chiến dịch Dragoon, cuộc đổ bộ của lực lượng Đồng Minh lên miền Nam nước Pháp. Chiếc tàu khu trục tách khỏi đoàn tàu SM1 vào ngày 15 tháng 8 sau khi đi đến ngoài khơi bãi đổ bộ, và sau khi hoàn tất chiến dịch, chiếc tàu khu trục quay trở lại quyền kiểm soát của Hải quân Hoàng gia vào tháng 9, tiếp tục hoạt động trong vùng biển Adriatic để hộ tống vận tải và hỗ trợ hoạt động du kích. Trong tháng 10 và tháng 11, nó hỗ trợ hỏa lực cho các hoạt động tái chiếm một số đảo trong vùng biển Aegean cũng như hộ tống vận tải.

### 1945
Trong tháng 12 năm 1944 và tháng 1 năm 1945, Bicester hoạt động như tàu canh phòng tại Piraeus, Hy Lạp, bảo vệ các đoàn tàu vận tải, trước khi quay trở lại đặt căn cứ tại Malta, rồi được cho đại tu tại Alexandria vào tháng 3.
Bicester sau đó được đề cử để gia nhập Chi hạm đội Khu trục 18 trực thuộc Hạm đội Viễn Đông. Nó quay trở về Anh vào tháng 6 để tái trang bị và cải thiện điều kiện sinh hoạt trên tàu, và sau khi hoàn tất vào tháng 7, nó lên đường hướng sang Ấn Độ Dương. Con tàu gia nhập chi hạm đội tại Trincomalee, Ceylon vào tháng 8, chỉ không lâu trước khi Nhật Bản chấp nhận đầu hàng. Vào ngày 28 tháng 8, nó khởi hành từ Trincomalee trong thành phần Đoàn tàu JMA2BS để đi đến bãi đổ bộ gần Port Dickson để chiếm đóng Malaya.

### Sau chiến tranh
Bicester tiếp tục phục vụ cùng Hạm đội Viễn Đông, và được đặt làm soái hạm Chi hạm đội Khu trục 29 đặt căn cứ tại Bombay, Ấn Độ trước khi quay trở về Anh vào tháng 11. Sau khi về đến Sheerness vào ngày 12 tháng 12, nó được phân về Chi hạm đội Nore, và trở thành soái hạm của chi hạm đội vào năm 1947. Con tàu được phân công các nhiệm vụ tại chỗ và huấn luyện, bao gồm việc vận chuyển đuốc Olympic vượt eo biển Manche vào tháng 7 năm 1948 trong hoạt động Thế vận hội Mùa hè 1948 tại London, cho đến tháng 1 năm 1950, khi nó ngừng hoạt động và đưa về Hạm đội Dự bị tại Chatham.
Cho dù Bicester đã tham gia cuộc Duyệt binh Hạm đội nhân dịp Lễ Đăng quang của Nữ hoàng Elizabeth II tại Spithead vào năm 1953, nó không bao giờ được tái biên chế trở lại. Cuối cùng con tàu được đưa vào Danh sách Loại bỏ vào năm 1955, bị bán cho hãng Thos W Ward trong năm tiếp theo, và được kéo đến xưởng tháo dỡ tại Grays, Essex vào ngày 23 tháng 8 năm 1956.